# Première Division 2018-2019 (Gibuti)
La Première Division 2018-2019 è la trentunesima edizione del massimo campionato gibutiano di calcio. La stagione è iniziata il 9 novembre 2018 e si è conclusa il 27 aprile 2019. Il torneo è stato vinto dal Port.

## Squadre partecipanti
| Club                           | Stagione | Città      | Stadio         | Capacità |
| ------------------------------ | -------- | ---------- | -------------- | -------- |
| Arta/Solar7                    | dettagli | Arta       |                |          |
| Bahache/Université de Djibouti | dettagli | Gibuti     | Stade du Ville | 10 000   |
| Dikhil                         | dettagli | Dikhil     | Stade du Ville | 10 000   |
| Djibouti Telecom               | dettagli | Ali Sabieh | Stade du Ville | 10 000   |
| GR/SIAF                        | dettagli | Gibuti     | Stade du Ville | 10 000   |
| Gendarmerie Nationale          | dettagli | Gibuti     | Stade du Ville | 40 000   |
| Hayableh                       | dettagli |            |                |          |
| AS Jeunes Jago/Mairie Djibouti | dettagli |            |                |          |
| AS Kartileh/UCIG               | dettagli |            |                |          |
| Port                           | dettagli | Gibuti     | Stade du Ville | 10 000   |

## Classifica
|                   | Pos. | Squadra                        | Pt | G  | V  | N | P  | GF | GS | DR  |
| ----------------- | ---- | ------------------------------ | -- | -- | -- | - | -- | -- | -- | --- |
| Gibuti (bandiera) | 1.   | Port                           | 40 | 18 | 12 | 4 | 2  | 51 | 20 | 31  |
|                   | 2.   | Bahache/Universite de Djibouti | 39 | 18 | 11 | 6 | 1  | 38 | 14 | 24  |
|                   | 3.   | Djibouti Telecom               | 38 | 18 | 11 | 5 | 2  | 49 | 15 | 34  |
|                   | 4.   | Dikhil                         | 32 | 18 | 9  | 5 | 4  | 34 | 21 | 13  |
|                   | 5.   | Arta/Solar7                    | 30 | 18 | 8  | 6 | 4  | 31 | 17 | 14  |
|                   | 6.   | Hayableh                       | 22 | 18 | 6  | 4 | 8  | 30 | 37 | -7  |
|                   | 7.   | GR/SIAF                        | 21 | 18 | 6  | 3 | 9  | 45 | 33 | 12  |
|                   | 8.   | Gendarmerie Nationale          | 21 | 18 | 6  | 3 | 9  | 32 | 24 | 8   |
|                   | 9.   | Jago                           | 7  | 18 | 2  | 1 | 15 | 17 | 79 | -62 |
|                   | 10.  | Kartileh/UCIG                  | 1  | 18 | 0  | 1 | 17 | 12 | 79 | -67 |